# Jacquette de Lansac
Jacquette de Lansac, född 1490, död 1532, var en fransk adelskvinna och hovdam. Hon är känd som mätress till kung Frans I av Frankrike under 1510-talet. 
Hon grundade 1520 klostret couvent des Annonciades i Bordeaux.